# Bitkine
 (juillet 2024).
Si vous disposez d'ouvrages ou d'articles de référence ou si vous connaissez des sites web de qualité traitant du thème abordé ici, merci de compléter l'article en donnant les références utiles à sa vérifiabilité et en les liant à la section « Notes et références ».
Bitkine est une grande ville dans la région du Guéra, au centre du Tchad. Située à vol d'oiseau à environ 350 km à l'est de N'Djaména et 45 km à l'ouest de Mongo, elle est le chef-lieu du département d'Abtouyour, et elle est reconnue pour sa position géographique stratégique ainsi que pour son rôle central dans les activités économiques et culturelles de la région.
Reconnue pour sa position géographique stratégique, Bitkine est un carrefour vital pour les voyageurs et les commerçants traversant le pays. La ville est particulièrement célèbre pour abriter le Mont Guera, qui culmine à 1 617 mètres d’altitude, en faisant le deuxième sommet le plus haut du Tchad après ceux du Massif du Tibesti. À seulement 10 km de Bitkine se trouve le Mont Abtouyour, qui atteint 1 500 mètres d’altitude. Ces deux montagnes sont des joyaux touristiques du centre du Tchad.
Bitkine est également un centre multiculturel et religieux important du Tchad, reflétant la diversité ethnique et religieuse de ses habitants. Grâce à sa situation géographique et son patrimoine naturel exceptionnel, elle est une ville clé pour le développement de la région du Guéra et du Tchad central, offrant un mélange unique de paysages naturels et de richesses culturelles.

## Géographie
Bitkine est située dans une zone semi-aride, caractérisée par des savanes herbeuses et des montagnes rocheuses. Le climat est typiquement sahélien, avec une saison des pluies relativement courte allant de juin à septembre, suivie d'une longue saison sèche. La ville est entourée de collines qui offrent des vues panoramiques et constituent un atout naturel majeur pour la région.
Relief du Guéra
La région du Guéra, où se trouve Bitkine, est réputée pour son relief diversifié et accidenté. Le paysage est dominé par des montagnes granitiques, des collines et des plateaux. Les formations rocheuses telles que les massifs de l'Abtouyour et les Monts Guéra sont des éléments géographiques marquants. Ces reliefs offrent non seulement des vues panoramiques spectaculaires mais influencent également le climat local et les pratiques agricoles.

Les montagnes du Guéra, qui culminent à plus de 1610 mètres d'altitude, jouent un rôle crucial dans la régulation des précipitations et la formation de microclimats. Ces montagnes sont également importantes pour la biodiversité locale, abritant une variété d'espèces végétales et animales uniques à la région. Les vallées fertiles entre les collines sont souvent utilisées pour l'agriculture, tandis que les versants montagneux sont généralement couverts de forêts clairsemées et de pâturages.

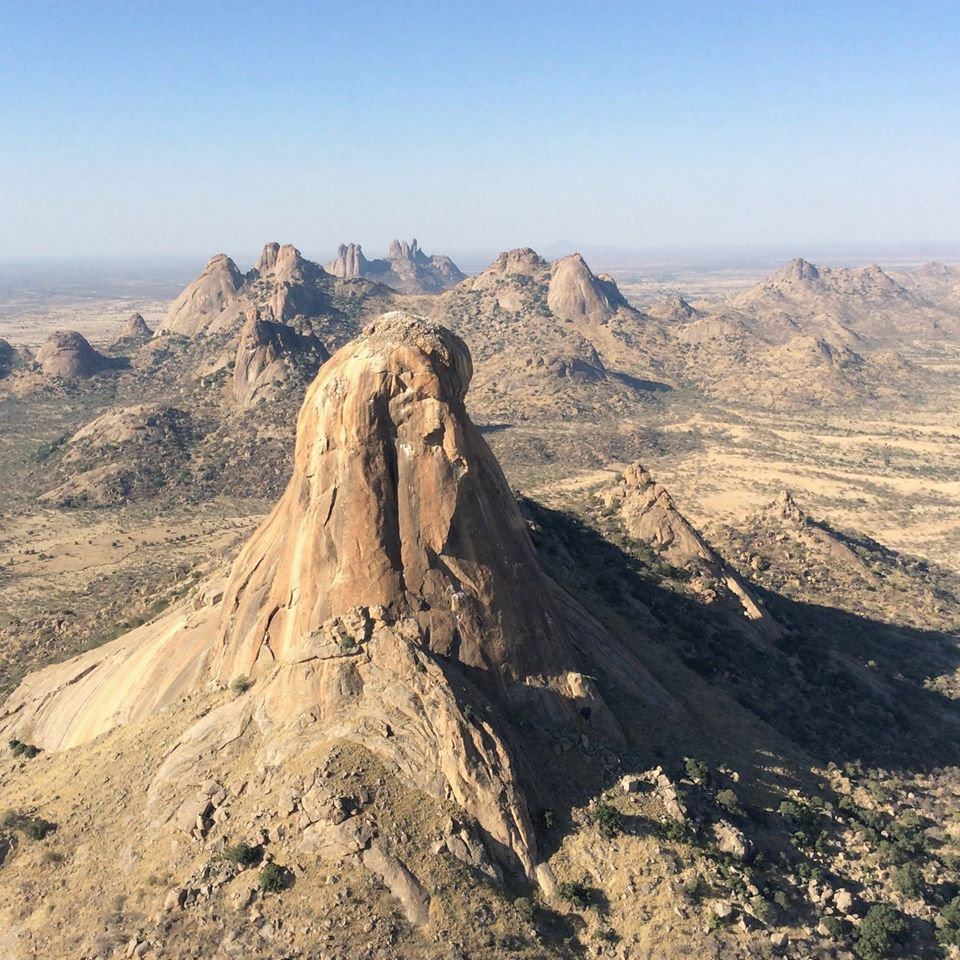
Vue du Mont Abtouyour, un monument naturel emblématique situé dans la région du Guera.

## Histoire
La ville de Bitkine a une histoire riche et complexe. Elle a été un centre important pour les communautés locales et a joué un rôle significatif dans les échanges commerciaux entre les régions du nord et du sud du Tchad. Au fil des années, Bitkine s'est développée et est devenue un centre administratif important.
Historiquement, Bitkine faisait partie des routes de caravanes reliant le bassin du lac Tchad aux régions soudanaises et éthiopiennes. La ville a connu plusieurs phases de développement, influencées par les dynasties locales et les colonisations successives. Elle a été un lieu de rencontre et de fusion culturelle, avec des influences venant des Arabes, des Français et des peuples autochtones du Tchad.

## Population
La population de Bitkine est diverse et composée de plusieurs groupes ethniques, chacun apportant ses propres traditions et cultures. Les principaux groupes ethniques incluent les Hadjerai, les Peuls, les Arabes, les Bornos, ect. Les habitants de la ville sont principalement agriculteurs et éleveurs, exploitant les ressources naturelles disponibles pour subvenir à leurs besoins et aussi des commerçants.
La diversité ethnique de Bitkine contribue à une riche mosaïque culturelle. Les langues parlées incluent le français, l’arabe tchadien, et plusieurs langues locales telles que le Dangaléat et le Bidiyo. Cette diversité est visible dans les coutumes, les festivals et les pratiques quotidiennes des habitants.

## Transport
Bitkine est une destination facilement accessible pour les voyageurs. La ville est desservie par la route goudronnée principale reliant N'Djamena à Abéché, offrant une liaison routière confortable et fiable. Cette route bien entretenue permet un accès facile à Bitkine, rendant votre voyage agréable et sans tracas.
Pour se déplacer à l'intérieur de Bitkine et explorer ses environs, vous pouvez compter sur divers moyens de transport locaux. Les taxis, les motos et les véhicules privés sont couramment utilisés, vous offrant plusieurs options pour découvrir les charmes de cette ville fascinante et ses attractions naturelles exceptionnelles. Que vous soyez en visite pour les paysages majestueux ou pour l'immersion culturelle, Bitkine est à portée de main grâce à ses excellentes infrastructures routières.

## Administration
Liste des maires :
- Maire de la ville : Nassour Derip
  - Le secrétaire général de la mairie : Anadif Abakar